# Juan Garriga
Juan Garriga (ur. 29 marca 1963 w Barcelonie, zm. 28 sierpnia 2015 tamże) – hiszpański motocyklista.

## Kariera

### 250 cm³
W MMŚ Juan zadebiutował w roku 1984, podczas GP Jugosławii. Dosiadając motocykl Yamahy, wyścig zakończył na niepunktowanym czternastym miejscu.
W kolejnym sezonie wystartował w jedenastu rundach, na maszynie JJ Cobas. W trakcie zmagań dwukrotnie dojechał w czołowej dziesiątce na siódmej pozycji, podczas GP Austrii i Belgii. W klasyfikacji uplasował się na 18. lokacie.
W roku 1987 podpisał kontrakt z zespołem Ducados-Yamaha. W pierwszym sezonie współpracy wziął udział w dwunastu wyścigach. Podczas drugiej eliminacji sezonu o GP Hiszpanii, Garriga zajął najniższy stopień podium. W GP Portugalii sięgnął po pole position, a dzień później dojechał na drugim miejscu, uzyskując przy tym najszybszy czas okrążenia. Zdobyte punkty sklasyfikowały go na 11. pozycji.
W drugim sezonie współpracy Hiszpan walczył o tytuł ze swoim rodakiem Sito Ponsem. Ostatecznie przegrał mistrzostwo różnicą zaledwie dziesięciu punktów, zostając tym samym wicemistrzem świata. W ciągu piętnastu wyścigów, Juan aż dziesięciokrotnie zameldował się na podium, z czego trzykrotnie na najwyższym stopniu. W GP Wielkiej Brytanii po raz drugi w karierze startował z pierwszej lokaty.
Po udanym roku Garriga pozostał w serii, oczekując ponownej rywalizacji o najwyższy laur. Forma okazała się jednak zdecydowanie słabsza i Hiszpan ani razu nie stanął na podium. Najwyższą pozycją Juana okazało się dwukrotnie czwarte miejsce, podczas GP Austrii oraz Hiszpanii (uzyskał tam również najszybsze okrążenie). Ostatni sezon w pośredniej kategorii zakończył dopiero na 8. pozycji.

### 500 cm³
W sezonie 1990 Hiszpan awansował do najwyższej klasy 500 cm³, w której także reprezentował Ducados-Yamaha. We wszystkich ukończonych wyścigach dojechał w czołowej dziesiątce. Najlepiej spisał się podczas GP Czech oraz Węgier, które zakończył na piątym miejscu. Zdobyte punkty sklasyfikowały go na 6. pozycji.
W kolejnym roku startów uzyskał identyczną liczbę 121 punktów. W klasyfikacji generalnej uplasował się jednak na 7. miejscu. W ciągu sezonu najwyższą odnotowaną pozycją Hiszpana okazała się dwukrotnie czwarta lokata, na torze w Hiszpanii oraz Malezji.
W ostatnim sezonie współpracy Garriga pięciokrotnie znalazł się w czołowej szóstce. Podczas GP Wielkiej Brytanii stanął jedyny raz w karierze na najniższym stopniu podium. W klasyfikacji końcowej znalazł się na 8. lokacie.
Katalońska runda o GP Europy w 1993 była ostatnią w karierze Juana w MMŚ. Na motocyklu Cagiva rywalizację ukończył na dziewiątym miejscu. Uzyskane w niej punkty pozwoliły mu zająć 25. pozycje.

### WSBK
W roku 1993 Hiszpan zadebiutował w mistrzostwach World Superbike. Dosiadając motocykl Ducati, wystartował w czterech pierwszych rundach sezonu. Sześciokrotnie znalazł się w czołowej siódemce, stając przy tym na średnim stopniu podium podczas drugiego wyścigu w Niemczech. Zdobyte punkty uplasowały go na 12. miejscu.

### Statystyki liczbowe
System punktowy od 1969 do 1987:
| Position | 1  | 2  | 3  | 4 | 5 | 6 | 7 | 8 | 9 | 10 |
| Punkty   | 15 | 12 | 10 | 8 | 6 | 5 | 4 | 3 | 2 | 1  |

System punktowy od 1988 do 1992:
| Pozycja | 1  | 2  | 3  | 4  | 5  | 6  | 7 | 8 | 9 | 10 | 11 | 12 | 13 | 14 | 15 |
| Punkty  | 20 | 17 | 15 | 13 | 11 | 10 | 9 | 8 | 7 | 6  | 5  | 4  | 3  | 2  | 1  |

| Rok  | Klasa   | Zespół         | 1      | 2      | 3      | 4      | 5      | 6      | 7      | 8      | 9      | 10     | 11     | 12     | 13     | 14     | 15     | Punkty | Pozycja | Zwycięstwa |
| ---- | ------- | -------------- | ------ | ------ | ------ | ------ | ------ | ------ | ------ | ------ | ------ | ------ | ------ | ------ | ------ | ------ | ------ | ------ | ------- | ---------- |
| 1984 | 250 cm³ | Yamaha         | RSA -  | NAT -  | ESP -  | AUT -  | GER -  | FRA -  | YUG 14 | NED -  | BEL -  | GBR -  | SWE -  | RSM -  |        |        |        | 0      | -       | 0          |
| 1985 | 250 cm³ | JJ Cobas       | RSA NC | ESP 18 | GER NC | NAT 11 | AUT 7  | YUG NC | NED -  | BEL 7  | FRA 11 | GBR 20 | SWE 14 | RSM 14 |        |        |        | 8      | 18      | 0          |
| 1986 | 500 cm³ | Cagiva         | ESP 8  | NAT NC | GER NC | AUT NC | YUG 12 | NED 10 | BEL NC | FRA 20 | GBR NC | SWE -  | RSM NC |        |        |        |        | 4      | 17      | 0          |
| 1987 | 250 cm³ | Ducados-Yamaha | JPN 6  | ESP 3  | GER 8  | NAT NC | AUT 11 | YUG 9  | NED 8  | FRA -  | GBR -  | SWE -  | CZE 9  | RSM 7  | POR 2  | BRA 10 | ARG 7  | 46     | 11      | 0          |
| 1988 | 250 cm³ | Ducados-Yamaha | JPN 6  | USA 10 | ESP 2  | EXP 1  | NAT 3  | GER 3  | AUT 3  | NED 1  | BEL 6  | YUG 2  | FRA 4  | GBR 3  | SWE 2  | CZE 1  | BRA 5  | 221    | 2       | 3          |
| 1989 | 250 cm³ | Ducados-Yamaha | JPN 10 | AUS 4  | USA NC | ESP 4  | NAT NC | GER 8  | AUT NC | YUG 5  | NED NC | BEL 7  | FRA 8  | GBR 6  | SWE 10 | CZE 7  | BRA 11 | 98     | 8       | 0          |
| 1990 | 500 cm³ | Ducados-Yamaha | JPN 10 | USA 6  | ESP 9  | NAT 8  | GER 7  | AUT 9  | YUG NC | NED 6  | BEL 9  | FRA 8  | GBR 7  | SWE 8  | CZE 5  | HUN 5  | AUS 6  | 121    | 6       | 0          |
| 1991 | 500 cm³ | Ducados-Yamaha | JPN 7  | AUS NC | USA 8  | ESP 4  | ITA 8  | GER 7  | AUT 6  | EUR 6  | NED 12 | FRA 11 | GBR 9  | RSM 7  | CZE 6  | VDM 6  | MAL 4  | 121    | 7       | 0          |
| 1992 | 500 cm³ | Ducados-Yamaha | JPN 12 | AUS 9  | MAL 4  | ESP 7  | ITA 6  | EUR 10 | GER 9  | NED 4  | HUN 8  | FRA 4  | GBR 3  | BRA NC | RSA 10 |        |        | 61     | 7       | 0          |
| 1993 | 500 cm³ | Cagiva         | AUS -  | MAL -  | JPN -  | ESP -  | AUT -  | GER -  | NED -  | EUR 9  | RSM -  | GBR -  | CZE -  | ITA -  | USA -  | FIM -  |        | 7      | 25      | 0          |